# Könyvmolyképző Kiadó
A Könyvmolyképző Kiadó egy szegedi könyvkiadó, mely 2000-ben alakult és gyermek- és ifjúsági irodalom a fő profilja.

## Tevékenysége
A kiadó találta ki és hozta létre a Jonatán Könyvmolyképző levelező játékot, melynek keretében az iskolák népszerű gyermekregényekből kapnak szemelvényeket játékos tesztkérdésekkel. Öt év alatt (2000 és 2005 között) 70 000 diák jelentkezett a programra.
A Könyvmolyképző Stephenie Meyer népszerű Alkonyat-sorozatának magyarországi kiadója is, az első kötetből Magyarországon a kiadást követő fél évben több mint 40 000 kötetet adtak el.
A kiadó a Magyar Könyvkiadók és Könyvterjesztők Egyesülésében a Független kiadói tagozat tagja.

## Kiemelt szerzői
- Böszörményi Gyula
- Cassandra Clare
- Csukás István
- Becca Fitzpatrick
- Kerstin Gier
- Elisabetta Gnone
- Jeff Kinney
- Stephenie Meyer
- Kate Morton
- Rick Riordan
- Lisa Jane Smith
- Maggie Stiefvater
- Barney Stinson
- Holly Webb
- Brent Weeks[7]
- Varga Beáta
- Kae Westa
- Demi Kirschner
- Jennifer L. Armentrout
- Elle Kennedy
- Colleen Hoover

## Sorozatai
- Arany pöttyös könyvek
- Aranytoll
- Bendegúz könyvtára
- Bíbor pöttyös könyvek
- Csíkos lányszoba kötetek
- Fekete macska regénytár
- Jonatán Könyvmolyképző[8]
  - Berkes Péter: Az öreg bánya titka
  - Berkes Péter: Utánam, srácok!
  - Böszörményi Gyula: A Gutenberg lovagrend[9]
  - Böszörményi Gyula: Árnyvadászok
  - Böszörményi Gyula: Az elvesztett történet
  - Csukás István: Keménykalap és krumpliorr
  - Csukás István: Nyár a szigeten
  - Csukás István: Vakáció a halott utcában
  - Fehér Klára: A földrengések szigete
  - Fehér Klára: Bezzeg az én időmben
  - Hevesi Lajos: Jelky András kalandjai
  - Nagy Katalin: Intőkönyvem története
  - Nemere István: A fantasztikus nagynéni
  - Nemere István: A titokzatos padlás
  - Padisák Mihály: Éljen a száműzetés!
  - Rónaszegi Miklós: A rettenetes Kartal
  - Rónaszegi Miklós: Kartal kalandos esküvője
- Jonatán Modern Könyvtára
- Kaméleon könyvek
- Király könyvek
- Narancs pöttyös könyvek
- Olvasni jó
- Olvasni jó – lányoknak
- Twilight kulisszatitkok
- Vörös pöttyös könyvek
- Sötét Örvény könyvek
- Szivárvány kör
- Rubin pöttyös könyvek
- Rázós könyvek
- Kristály pöttyös könyvek